# Polsat Viasat
Polsat Viasat è una rete televisiva generalista polacca gestita di proprietà di Cyfrowy Polsat e Viasat che trasmette in lingua polacca.